# Influenza

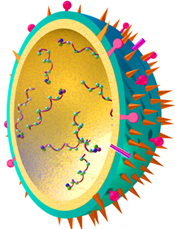
Influenza-Virus

Die Influenza (italienisch für „Einfluss“), auch (echte) Grippe oder Virusgrippe genannt, ist eine durch Viren der Familie Orthomyxoviridae und dabei überwiegend von den Gattungen Influenzavirus A oder B ausgelöste fieberhafte Infektionskrankheit bei Menschen. Die Grippe tritt meist epidemisch und unter Beteiligung der Atemwege auf. Von der Influenza ist die wegen teilweiser Symptomähnlichkeit verständliche umgangssprachliche Bezeichnung Grippaler Infekt für eine Erkältung klar abzugrenzen, da nach den Erkenntnissen der modernen Medizin die eine Erkältung verursachenden Viren zweifelsfrei keine Grippeviren sind. In der Tiermedizin werden durch Influenzaviren hervorgerufene Erkrankungen ebenfalls als Influenza bezeichnet und nach der betroffenen Tierart benannt (Aviäre Influenza, Pferdeinfluenza, Schweineinfluenza). Diese Erkrankungen können ebenfalls auf den Menschen übergehen und sind damit Zoonosen.

## Vorkommen
Die Influenzaviren und die durch sie ausgelösten Erkrankungen existieren weltweit, allerdings kommen im Gegensatz zu den anderen Virustypen (insbesondere A) die Influenza-C- und -D-Viren nur sehr selten als Erreger der Virusgrippe vor. Es handelt sich um eine auch „sporadisch“, also außerhalb von Epidemien und Pandemien, sehr häufige Infektion: Jährlich sind nach Schätzungen der World Health Organization (WHO) 10 bis 20 % der Weltbevölkerung betroffen. Bereits mit sechs Jahren haben nahezu alle Kinder beispielsweise in den Niederlanden Infektionen mit mindestens einem der Virus-Subtypen durchgemacht. In Deutschland wurden zu Ende der Saison 2017/2018, in der seit 2001 die höchsten Fallzahlen gemeldet wurden, insgesamt etwa 334.000 Fälle von ambulant Erkrankten mit Virus-Nachweis gemeldet. Die Influenzaviren „zirkulieren“ auf der Nordhemisphäre meist von Anfang Oktober bis Mitte Mai.
In Folge der mit der COVID-19-Pandemie in Deutschland einhergehenden Basis-Hygienemaßnahmen lag die Zahl der in den Kalenderwochen 10 bis 32 registrierten Fälle saisonaler Influenza im Jahr 2020 im Mittel rund 54 Prozent unter den Werten der Vorjahre.

## Arbeitsgemeinschaft Influenza
Die in Deutschland beheimatete Arbeitsgemeinschaft Influenza (AGI) wurde 1992 zunächst von vier pharmazeutischen Unternehmen und dem ebenfalls industrienahen Deutschen Grünen Kreuz (DGK) gegründet. Nach dem Inkrafttreten des Infektionsschutzgesetzes (Anfang 2001) übernahm das Robert Koch-Institut (RKI) die wissenschaftliche Federführung der AGI unter Beibehaltung der bisherigen Sponsoren DGK, Aventis Pasteur MSD, Chiron Behring, Niddapharm, SmithKline Beecham Pharma und Solvay Arzneimittel. Als Reaktion auf die Frühphase Pandemie H1N1 2009/10 („Schweinegrippe“) ist das RKI seit dem Winter 2009/10 für die Arbeitsgemeinschaft Influenza alleinverantwortlich. Die AGI ist seitdem eine Gemeinschaft der Sentinel-Praxen und des RKI, deren Arbeit ausschließlich aus öffentlichen Mitteln finanziert wird. Auf seiner Website beschreibt das RKI die AGI wie folgt: „Die AGI ist ein Netzwerk von rund 700 Haus- und Kinderärzten, die zusammen etwa ein Prozent der Bevölkerung versorgen. Sie teilen dem Robert Koch-Institut das ganze Jahr über freiwillig und ehrenamtlich wöchentlich die Zahl der akuten Atemwegserkrankungen in ihrer Praxis mit. Auf dieser Grundlage ermitteln die Experten im RKI die Krankheitslast durch akute Atemwegsinfektionen in der Bevölkerung – speziell durch Influenza.“ Die AGI veröffentlicht u. a. Wochen- und Saisonberichte, in denen die jeweils erfassten Daten des Verlaufes der Erkrankung in Deutschland festgehalten sind und bewertet werden.

## Übertragung
Das Virus dringt über die Schleimhaut der Atemwege, des Mundes und der Augen in den Körper ein. Es erreicht diese Eintrittsorte
- durch Tröpfcheninfektion, also über den Kontakt der Schleimhaut mit Exspirationströpfchen, die beim Niesen, Husten, Sprechen oder Atmen von infizierten Personen entstehen. Die größeren infektiösen Tröpfchen sinken innerhalb von etwa zwei Metern nach unten und verkleben besonders fest an rauen Oberflächen. Wenn die Exspirationströpfchen jedoch bereits in der Luft trocknen, können die darin enthaltenen sehr kleinen Viren von ca. 0,1 µm Durchmesser als Aerosol[10] (auch Tröpfchenkerne oder airborne genannt) über weite Strecken in der Luft schweben und stundenlang infektiös bleiben.[11] Trockene Raumluft in geheizten Räumen und die niedrige absolute Luftfeuchtigkeit im Winter begünstigen Aerosole und könnten ein Grund für das Auftreten von Grippewellen im Winter sein.[12][13] Infizierte Personen können durch Tragen von Atemmasken den Tröpfchenausstoß stark vermindern, da die frischen Tröpfchen direkt vor deren Mund gut im Filtermaterial kleben bleiben. Gegen eine Infektion über das Aerosol kann man sich durch eine Gegenluftströmung schützen. Einfache Atemmasken über Mund und Nase halten die als Aerosol übertragenen Viren teilweise zurück, aber nicht zuverlässig, weil die Filtermaterialien Viren nicht vollständig zurückhalten können, die Masken nicht dicht genug anliegen und die Augen überhaupt nicht abdecken. Lüften kann das Infektionsrisiko durch Verdünnen der Aerosolkonzentration im Raum verringern, wenn dabei das Aerosol nicht in andere Wohnräume des Gebäudes gelangt.

- über Kontaktinfektion oder Schmierinfektion mit Viren, die in Exspirationströpfchen oder durch verschmiertes Nasensekret oder Berührung von Infizierten auf Gegenstände gelangen und dort innerhalb von zwei Tagen besonders leicht von glatten Oberflächen über die Hände auf die eigenen Schleimhäute übertragen werden.
- durch Kotpartikel erkrankter Wirte und Vektoren
- durch Viren auf Hautschuppen, Haaren, Gefieder und Staub
- durch Kontakt mit Speichel erkrankter Personen

Das Virus ist unempfindlich gegen Austrocknung und bleibt bei niedriger Temperatur und niedriger Luftfeuchtigkeit länger infektiös.
| Temperatur | Luftfeuchtigkeit | Umgebung                                      | Zeit                             | Zeit              | Quelle |
| (°C)       | (%rF)            |                                               | aktiv                            | kontakt-infektiös |        |
| ---------- | ---------------- | --------------------------------------------- | -------------------------------- | ----------------- | ------ |
| <0         |                  | im Eis                                        | unbegrenzt                       |                   | [ 14 ] |
| 0          |                  |                                               | >30 d                            |                   | [ 14 ] |
| ?          |                  | glatte Oberflächen wie Edelstahl oder Plastik | 24–48 h                          | <24 h             | [ 15 ] |
| ?          |                  | Textilien, Papier, Papiertaschentücher        | 8–12 h                           | <15 min           | [ 15 ] |
| ?          |                  | Geldscheine                                   | 1–17 d                           |                   | [ 16 ] |
| 20         |                  | auf Oberflächen an Luft                       | 2–8 h                            |                   | [ 14 ] |
| 21         | 20               | als Aerosol in Luft                           | {\displaystyle t_{1/2}} > 60 min |                   | [ 11 ] |
| 21         | 40               | als Aerosol in Luft                           | {\displaystyle t_{1/2}} = 56 min |                   | [ 11 ] |
| 21         | 70               | als Aerosol in Luft                           | {\displaystyle t_{1/2}} = 28 min |                   | [ 11 ] |
| 22         |                  | im Wasser                                     | >4 d                             |                   | [ 14 ] |
| 34         |                  | auf Händen                                    |                                  | <5 min            | [ 15 ] |
| 56         |                  |                                               | <3 h                             |                   | [ 14 ] |
| 60         |                  |                                               | <30 min                          |                   | [ 14 ] |
| >70        |                  |                                               | wenige Sekunden                  |                   | [ 14 ] |

t½ = Halbwertszeit
Die Inkubationszeit beträgt je nach Untersuchung, Methode oder Virus-Subtyp 1,2 bis 4 Tage.

## Krankheitsverlauf/Symptome
Als Faustregel kann gelten, dass es bei etwa einem Drittel der Influenza-Infektionen zu einem fieberhaften, einem weiteren Drittel zu einem leichteren und dem letzten Drittel zu einem Verlauf ohne merkliche Krankheitszeichen kommt. Bei Weitem nicht alle Influenza-Infizierten erkranken also, noch weniger erkranken mit typischer Symptomatik. Wenn überhaupt, dann treten erste Symptome nach einer Inkubationszeit von wenigen Stunden bis Tagen auf, jedoch können die Viren bereits zwei Tage vor dem Auftreten der ersten Symptome auf andere übertragen werden. Sofern die Krankheitsanzeichen eher unspezifisch sind, kann die Influenza mit anderen akuten Atemwegserkrankungen verwechselt werden, auch mit der Krankheit COVID-19 (Corona). Eine Tabelle zur Differenzierung zwischen Influenza und Erkältung findet sich unter Erkältung. Die wichtigsten Symptome der Influenza sind:
- plötzlicher Krankheitsbeginn
- ausgeprägtes Krankheitsgefühl im ganzen Körper
- Fieber von über 40 °C, auch mit Schüttelfrost
- ausgeprägtes Krankheitsgefühl mit Kopfschmerzen und Gliederschmerzen
- trockener Husten

Möglich, aber weniger kennzeichnend für eine Influenza sind:
- Augentränen
- trockene Kehle
- angeschwollene Nasenschleimhaut
- Tracheobronchitis bei schwerer Grippe[19]
- Appetitlosigkeit, Müdigkeit, Übelkeit, Erbrechen und Durchfall

In der Regel dauern die Symptome 7 bis 14 Tage an. Es können jedoch ein allgemeines Schwächegefühl und Appetitlosigkeit noch einige Wochen darüber hinaus auftreten.

## Komplikationen
Das Gefährliche an der Influenza sind oftmals nicht die Viren selbst, sondern die bakterielle Sekundärinfektion, die auf eine Grippeerkrankung folgen kann. Da der Organismus durch den Virus-Infekt bereits geschwächt ist, können Bakterien leichter in den Körper eindringen, sich vermehren und zu weiteren Krankheiten führen. Besonders häufig ist die Besiedelung der durch das Virus vorgeschädigten Luftwege mit Pneumokokken. Die dann entstehende Pneumokokken-Pneumonie kann vor allem bei Patienten mit chronischen Krankheiten und bei Älteren lebensgefährlich verlaufen. Pneumokokkenimpfungen in Verbindung mit Grippeimpfungen senken das Risiko von Pneumokokken-Pneumonien und tödlichen Verläufen im Vergleich zu Pneumokokken-Impfungen allein, zu Grippeimpfungen allein und zu Placebo.
Als weitere Komplikationen kommen primär virusbedingte Lungenentzündungen (Influenzapneumonien), Gehirnentzündungen (Enzephalitiden), Entzündungen der Skelettmuskulatur (Myositiden) sowie Herzmuskelentzündungen (Myokarditiden) und Herzinfarkte vor. Sie treten in erster Linie bei Menschen mit einem Risikofaktor auf wie chronischen Herz-Lungen-Erkrankungen, Stoffwechselerkrankungen und Immundefekten und können innerhalb weniger Stunden (perakut) zum Tod führen.
Zudem ist Influenza einer der bekannten Auslöser für Myalgische Enzephalomyelitis/Chronisches Fatigue-Syndrom (ME/CFS).

## Influenza und Schwangerschaft
In der Schwangerschaft ist die Immunabwehr herabgesetzt, was überschießende Immunreaktionen gegen das Fremdprotein des Embryos verhindert. Deswegen ist für Schwangere das Risiko, während einer Influenza-Epidemie mit dem Virus angesteckt zu werden, größer als bei nicht-schwangeren Frauen. Zudem gibt es Anhaltspunkte dafür, dass die Influenza-Infektion bei Schwangeren schwerer verlaufen kann.

## Diagnostik
Die Diagnostik erfolgt meistens aus einem Nasenabstrich aus der hinteren Nasenhöhle oder aus dem klassischen tiefen Rachenabstrich. Andere Untersuchungsflüssigkeiten sind Trachealsekret, die Bronchoalveoläre Lavage (BAL), Nasenspülflüssigkeit, Rachenspülflüssigkeit oder das Blut.
- Direkter Erregernachweis in der Elektronenmikroskopie oder Zellkultur
- Influenzaantikörper im Blut (erst ab der zweiten Krankheitswoche bedingt aussagekräftig), seltener breitneutralisierende Anti-IAV-Antikörper
- Labor: Die Blutsenkungsgeschwindigkeit ist erhöht, Leukozyten variabel
- Influenza-PCR (wichtigste Methode)
- Influenza-Schnelltest: Dieser Test liefert innerhalb von 15 Minuten ein Ergebnis. Es handelt sich hierbei um ein Verfahren, in dem Proteine des Virus mittels farblich markierter Antikörper auf einem Teststreifen sichtbar gemacht werden.

## Therapie
Um eine Infektion mit Influenzaviren zu behandeln, steht eine Reihe spezifischer, antiviraler Medikamente zur Verfügung. Diese können in begrenztem Umfang die Erkrankung abkürzen und lebensgefährliche Komplikationen bei gefährdeten Patientengruppen verhindern. Alle antiviralen Medikamente sind verschreibungspflichtig, unter anderem, da sie bei nicht gefährdeten Patienten nicht angewandt werden sollten, um eine Resistenzentwicklung von Virusstämmen zu vermeiden. Auch wurden nennenswerte Nebenwirkungen beobachtet und sind der Zeitpunkt der Einnahme und bestimmte wichtige Kontraindikationen zu beachten.
Neben der spezifischen Therapie einer Influenza werden auch symptomatisch die Beschwerden der Patienten behandelt. Diese symptomatische Therapie soll die Entstehung oder das Fortschreiten von Komplikationen verhindern und die meist unangenehmen Symptome wie Fieber, Schüttelfrost, Behinderung der Atemwege oder Labilität des Herz-Kreislaufsystems lindern. Sie haben auf die Vermehrung, Elimination oder Übertragung des Virus keinen Einfluss.

### Antivirale Therapie
Zur Influenza-Therapie beim Menschen sind Medikamente aus verschiedenen Substanzklassen zugelassen: den Hemmern des viralen Membranproteins (M2), das als Protonenpumpe dem Schutz des viralen Hämagglutinins vor niedrigen zellulären pH-Werten dient, und den erst vor wenigen Jahren entwickelten Neuraminidase-Hemmern, die die Aktivität des viralen Oberflächenenzyms Neuraminidase hemmen und damit die Loslösung des Virus bei der Freisetzung aus der Zelle blockieren. Die Viren können somit keine weiteren Zellen infizieren. Eine weitere Behandlungsoption sind Endonuklease-Hemmer, von denen ein Vertreter bislang in Japan zugelassen ist.
Da antivirale Substanzen nur in die Vermehrung der Viren eingreifen, können bereits im Körper befindliche Viren durch sie nicht inaktiviert oder an der Infektion weiterer Zellen gehindert werden. Dies hat zur Folge, dass der Erfolg einer antiviralen Therapie auch von der rechtzeitigen Einnahme abhängt. Liegt der Zeitpunkt des Auftretens der ersten Krankheitsanzeichen (Symptome) mutmaßlich länger als 48 Stunden zurück, ist die Beeinflussung des Krankheitsverlaufes durch diese Wirkstoffe nur noch minimal; daher wird die Einnahme dann nicht mehr empfohlen.
Bereits im Jahr 2009 waren resistente Virenstämme in Umlauf. Saisonale Influenza-A/H1N1 ist zu 96 % gegen Oseltamivir, zu 2 % gegen Amantadin, nicht jedoch gegen Zanamivir resistent. Die pandemische Influenza-A/H1N1 hatte bisher nur in lokalen Einzelfällen die für die Resistenz gegen Oseltamivir verantwortliche Mutation H275Y.
Die Influenza-A/H3N2 hat eine fast 100-prozentige Resistenz gegen Amantadin, während Oseltamivir und Zanamivir noch wirksam sind.
Influenza-B ist bisher gegen keinen der Stoffe resistent.

#### M2-Membranproteinhemmer
Zu den M2-Membranproteinhemmern (kurz M2-Hemmer) gehören Amantadin (in Deutschland PK-Merz sowie Generika von z. B. AL, Hexal, Neuraxpharm) und das nur auf der Basis einer Zivilschutzausnahmeverordnung zum Arzneimittelgesetz von 2003 bedingt zugelassene Rimantadin (Handelsname Flumadine). Die als Filmtablette einzunehmenden M2-Hemmer sind meist schlechter verträglich als die Neuraminidase-Hemmer, weshalb sie auch nicht mehr das Medikament der ersten Wahl darstellen. Influenzaviren entwickeln gegen Amantadin sehr schnell Resistenzen, die als neue infektiöse und resistente Viren weitergegeben werden können. Die M2-Hemmer haben besonders im Zusammenhang mit der Prophylaxe und Behandlung während einer möglichen Influenza-Pandemie eine gewisse Bedeutung.

#### Neuraminidase-Hemmer
Bisher verfügbare Vertreter dieser Substanzklasse haben ein ungünstiges Verhältnis von (geringer) Wirksamkeit und (bedeutsamen) Nebenwirkungen. Derzeit sind in der EU drei Neuraminidase-Hemmer zugelassen, aber nicht überall auf dem Markt: Oseltamivir, Zanamivir und Peramivir. Oseltamivir (Handelsname Tamiflu) wird als Suspension oder Kapsel oral angewendet und ist in Deutschland zur Therapie und Prophylaxe ab dem ersten Lebensjahr zugelassen. Außerhalb einer besonderen Pandemie-Situation kann die Prophylaxe bei gefährdeten Personen mit Oseltamivir durchgeführt werden, wenn kein Impfschutz bei gleichzeitiger Möglichkeit einer Ansteckung vorliegt. Dies gilt auch für gefährdete Personen, die eine Impfung gegen Influenza (z. B. aufgrund einer Allergie gegen Hühnereiweiß) nicht vertragen. Die WHO hat Oseltamivir 2017 wegen der geringen Wirksamkeit und bedeutsamen Nebenwirkungen von „wesentlich“ (englisch: essential) auf nur noch „ergänzend“ (englisch: complementary) herabgestuft. Zanamivir (Handelsname Relenza) steht nur als Pulver zur Inhalation zur Verfügung. Es kann ab dem fünften Lebensjahr zur rechtzeitigen Therapie verwendet werden. Von Peramivir, das als Infusion anzuwenden ist, steht in Deutschland kein Präparat zur Verfügung.

#### Endonuklease-Hemmer
Das Influenza-Virus besitzt einen Polymerase-Komplex. Dieser besteht aus drei Proteinen: PB1, PB2 und PA. PB1 und PB2 sind das „polymerase basic protein 1 und 2“. PA ist das „polymerase acidic protein“. Alle sind essentiell für die Virusvermehrung.
PB2 verbindet sich mit der Spitze der Pre-Messenger-RNA des Wirtes, um die Vermehrung der Virus-RNA zu ermöglichen. Der PB1-Inhibitor Favipiravir (Avigan) wurde 2014 in Japan zur Behandlung der Influenza zugelassen. Pimodivir ist ein PB2-Inhibitor für Influenza-A-Viren. 2018 wurde ein selektiver PA-Inhibitor, Baloxavirmarboxil, in einer internationalen Studie an Erwachsenen und Jugendlichen mit unkomplizierter Influenza erfolgreich getestet.

### Pflanzenheilkunde
Zur Vorbeugung vor Infektionen mit Viren („Infektblocker“) werden Präparate zum Lutschen angeboten, beispielsweise mit Zistrosenextrakt. Polyphenole aus der Zistrose sollen Viruspartikel in unspezifischer Art und Weise binden und die Proteine der Virushülle denaturieren. Eine klinische Wirksamkeit gegen Influenza-Viren konnte nicht überzeugend gezeigt werden.
Bestimmte Senfölglycoside aus Kapuzinerkresse und Meerrettichwurzel, für die in vitro ein breites antibakterielles Wirkungsspektrum gegen Pneumokokken und andere problematische Erreger nachgewiesen wurde, können die Beschwerden durch mögliche bakterielle Sekundärinfektionen der Atemwege mildern.

### Symptomatische Therapie
Einer durch die Influenza begünstigten zusätzlichen Infektion mit Bakterien in Form einer eitrigen Halsentzündung, akuten Bronchitis, Lungenentzündung oder Meningitis kann durch eine möglichst spezifische Antibiotika-Therapie begegnet werden. Bei manchen Influenzainfektionen mit längerem Erkrankungsverlauf steht bei bereits überwundener Virusinfektion meist nur noch der bakterielle Infekt im Vordergrund.

Der Krankheitsverlauf kann durch zusätzliche Maßnahmen wie eine ausreichende Flüssigkeitszufuhr (erheblicher Wasserverlust durch Fieber), ausreichend befeuchtete Luft, Inhalation, und die Gabe von Medikamenten, die zur Abschwellung der Nasenschleimhaut führen, günstig beeinflusst werden.
Als weitere symptomatische Maßnahmen werden fiebersenkende Mittel (besonders bei Kreislauflabilität oder Herzerkrankung) wie Paracetamol und Ibuprofen verabreicht. Die Anwendung von Acetylsalicylsäure (ASS) soll bei Kindern unter zwölf Jahren nur auf ärztliche Verordnung erfolgen, da bei einer Virusinfektion die Gefahr für das Auftreten des gefährlichen, häufig tödlich verlaufenden Reye-Syndroms besteht.
Da zahlreiche influenzabedingte Schädigungen der Lunge und nachfolgende Todesfälle auf eine Überreaktion des Immunsystems (Zytokinsturm) zurückgeführt werden, arbeiten Forscher an der Entwicklung von Substanzen, die bei einer Influenza-Erkrankung die Immunreaktion regulieren.

## Vorbeugung

### Hygiene
Schon durch einfache hygienische Maßnahmen lässt sich ohne pharmazeutische Präparate die Häufigkeit von Influenza-Infektionen während einer Grippewelle deutlich absenken. So sollten mit ungewaschenen Händen nicht die Nase oder der Mund berührt oder die Augen gerieben werden. Zusätzlich sollte Händeschütteln allgemein und speziell mit Infizierten auch sonstiger körperlicher Kontakt vermieden werden und durch häufiges Waschen der Hände mit üblichen Reinigungsseifen und das Desinfizieren kontaminierter Oberflächen das Risiko der Virusübertragung vermindert werden. Das Tragen eines Mund-Nasen-Schutzes senkt ebenfalls das Risiko, Erreger zu verteilen oder selbst aufzunehmen, war aber in Europa anders als etwa in Asien zumindest bis zum Beginn der COVID-19-Pandemie in der Öffentlichkeit nicht gebräuchlich.
Bei Aufnahme in ein Krankenhaus können Influenza-Patienten zur Expositionsprophylaxe isoliert werden, durch denselben Virustyp Infizierte auch in einer Kohortenisolierung.

### Impfung
Eine Grippeimpfung gilt als wirksamste vorbeugende medizinische Maßnahme gegen die Influenza, auch wenn die bisher verfügbaren Impfstoffe nicht optimal sind, weil ihre Wirksamkeit von Saison zu Saison stark schwankt. In der Regel ist eine jährliche Auffrischung der Immunisierung erforderlich, weil Influenza-A-Viren sehr wandlungsfähig sind. Deshalb finden vor der jeweils zu erwartenden Grippesaison Impfaktionen statt, auf der Nordhalbkugel also vorzugsweise in den Monaten Oktober und November. Eine der gefährlichsten Komplikationen einer Influenza ist die Superinfektion der durch das Virus vorgeschädigten Luftwege mit Bakterien, vor allem mit Pneumokokken. Die dann entstehende Pneumokokken-Pneumonie kann vor allem bei Patienten mit chronischen Krankheiten und bei Älteren lebensgefährlich verlaufen. Pneumokokkenimpfungen in Verbindung mit Grippeimpfungen senken das Risiko von Pneumokokken-Pneumonien und tödlichen Verläufen im Vergleich zu Pneumokokken-Impfungen allein, zu Grippeimpfungen allein und zu Placebo.

### Neuraminidase-Hemmer
Zur Postexpositionsprophylaxe und zur Therapie nach Auftreten von Symptomen können Präparate wie Oseltamivir und Zanamivir angewendet werden. Ihre Wirksamkeit ist allerdings gering, durchschnittlich verringern sie die Dauer einer Influenzaerkrankung nur um weniger als einen Tag.

### Vitamin D
Metaanalysen haben ergeben, dass es bisher weder erwiesen ist, dass Infektionen mit dem Influenza-Virus oder gar klinisch manifeste Influenza-Erkrankungen durch Vitamin-D-Mangel begünstigt werden, noch dass die Substitution mit Vitamin D oder dessen aktiven Metaboliten das Risiko von beiden senkt.

## Historisches
Der im Deutschen seit der 1. Hälfte des 18. Jahrhunderts geläufige Name „Influenza“ (it. für „Einfluss“) leitet sich vermutlich zunächst von der bis ins Mittelalter vorherrschenden medizinisch-astrologischen Vorstellung ab, alle Krankheiten seien durch bestimmte Planetenstellungen beeinflusst (coeli influencia: Einfluss der Gestirne), vielleicht auch von dem Einfluss des Zustroms kalter Luftströmungen.
Erst seit dem 15. Jahrhundert wird der Name nur noch im Zusammenhang mit der „echten Grippe“ verwendet. Berichtigend sprach man ab der Mitte des 18. Jahrhunderts dann vom Einfluss der Kälte (influenza di freddo), da man die Krankheit in der Regel in den kalten Jahreszeiten auftreten sah.
Bezeichnungen für diese im westlichsten Teil Eurasiens seit dem Mittelalter nachweisbare Krankheit differierten sehr stark: male mattone (die wütende Krankheit, Italien 1580), Lungensucht, Hirnwehe, Hauptkrankheit (= Kopfkrankheit), hirntobendes Fieber (1580), neue Brustkrankheit (1602), Schlafkrankheit (1712), (epidemisches) Flussfieber (1730, 1762, 1782), epidemischer Katarrh, epidemisches Fieber, Schnuppenfieber (1782), Spanischer Ziep (1580), Spanischer Pips, Russische oder Nordische Epidemie oder Katarrh (1782), Die Russische, Die Nordische, maladie russe, catarrhe russe, la russe, die Sibirische oder Chinesische Krankheit (in Russland), Krankheit à la mode (wegen der großen Verbreitung), Galanterie-Krankheit, Modefieber (1712), Catarrhal-Seuche (1730), Modekrankheit (1730, 1732, 1782), Blitzkatarrh (1782), le Tac (1413, vermutlich), le Horion (1413, vermutlich), Bremer Pip, Nürnberger Pipf (1580), Eiderstedtsche Krankheit (1733), Coqueluche (1414), Ladendo (1427), Coquelucha (1510), Laune (1782 bei kurzem und wenig aggressivem Verlauf), Hühnerwehe, Hühnerziep, Schafshusten, Schafskrankheit (1580), Hundskrankheit (1782), male della zucha (Italien 1580, Kürbiskrankheit wegen der heftigen Kopfschmerzen), contagiöses oder epidemisches Catarrh-Fieber (1730), synoque catarrhale (1730), le grand rhume (1730).
Bevor die Übertragung durch Viren (das Grippevirus wurde 1933 durch Patrick Laidlaw, Wilson Smith und Christopher Andrewes im Rachenspülwasser entdeckt) nachgewiesen war, wurde das 1892 von Richard Friedrich Pfeiffer entdeckte Bakterium Haemophilus influenzae für den Verursacher der Grippe bzw. der „Influenza“ gehalten.
Die Geschichte der Virologie ist unter anderem eng mit den Namen Adolf Mayer, Dmitri Iwanowski, Martinus Beijerinck sowie Wendell Meredith Stanley verknüpft. Deren Arbeiten und die Isolation sowie Züchtung des die Influenza beim Menschen verursachenden Virus durch Christopher Andrewes, Wilson Smith und Patrick Laidlaw vom National Institute for Medical Research im Jahr 1933 waren nötig, um gegen die Influenza effektiv vorgehen zu können (zumal gegen die bakteriellen Folgeinfektionen auch noch keine Antibiotika verfügbar waren).
Die Londoner Times benutzte 1833 in einem Bericht über eine Grippeepidemie in Königsberg und anderen Teilen Preußens ein ans Deutsche angelehntes Wort:

„… a disease called the griep, or influenza“

Es tauchte in der Zeitung später nie wieder auf. Die ältere englische medizinische Fachliteratur kennt das Wort „Grippe“.
„Influenza“ war bereits in frühen Ausgaben der Times geläufig. In einem Parlamentsbericht von 1785 hieß es:

„Es ist erstaunlich, dass Lord Mulgrave unmittelbar nach seinem Eintreffen im House [of Lords] eine Influenza auslöst, die sich in Form eines Konzerts des Niesens und Naseputzens manifestiert.“

Die im Deutschen geläufige „Grippe“ wurde vermutlich Ende des 18. Jahrhunderts aus dem Französischen entlehnt, wo „la grippe“ sich von „gripper“ (greifen, packen) ableitet, mit dem Hintergrund, dass diese Krankheit einen plötzlich packt oder ergreift. Das Wort „gripper“ wiederum geht auf die gleiche germanische Wurzel zurück wie das deutsche „greifen“ (gotisch „greipan“; althochdeutsch „grîfan“). Möglich ist auch eine Ableitung vom russischen „chrip“ (хрип, Röcheln).
Die österreichische Tageszeitung beschrieb 1889 eine ganz Europa durchziehende sogenannte „Russische Grippe“, bei der es sich eventuell um eine Coronavirus-Pandemie handelte, so (die Existenz von Viren war damals noch nicht bekannt):

„Im Wiener Allgemeinen Krankenhause gibt es keine Klinik und Abteilung, wo das Wartepersonal von Influenzafällen frei wäre. […] In Petersburg und Moskau wurden über 300.000 Menschen davon befallen. Die Influenza greift überaus rapid um sich, wie dies von keiner anderen Krankheit, selbst Cholera oder gelbes Fieber, gesagt werden kann. […] Die Krankheit ist nach Prof. Nothnagel in Wien unzweifelhaft eine Bakterienkrankheit; sie verbreitet sich nicht durch ein Contagium, sondern mittels Miasmen durch die Luft.“

## Epidemien/Pandemien
Von einer Influenza-Epidemie, Grippe-Epidemie oder Grippewelle spricht man, wenn 10–20 % der Bevölkerung infiziert sind und die Ausbrüche lokal oder regional begrenzt bleiben; eine Influenzapandemie verbreitet sich über die ganze Erde. Verursacher der Epidemien und Pandemien sind Viren der Gruppen Influenzavirus A und – seltener – Influenzavirus B, da diese in der Lage sind, ihre antigenen Oberflächenmoleküle Hämagglutinin: HA und Neuraminidase: NA ständig zu verändern. Das führt dazu, dass sie bei einer erneuten Infektion vom Immunsystem nicht mehr oder nur schlecht erkannt werden.
Beschreibungen von Grippeepidemien liegen seit dem 16. Jahrhundert vor. Gehäuft beschrieben werden sie zur Zeit der Urbanisierung im 19. und 20. Jahrhundert.
Weltweite Ausbrüche (Pandemien) gab es 1889 (Subtyp A/H2N2), 1918 (Spanische Grippe, Subtyp A/H1N1), 1957 (Asiatische Grippe, abermals Subtyp A/H2N2), 1968 (Hongkong-Grippe, Subtyp A/H3N2) und 1977 (Russische Grippe, wieder Subtyp A/H1N1). Unter anderem auf diese Historie berufen sich Gesundheitsbehörden, laut denen vereinzelte Übergänge der Vogelgrippe-H5N1-Viren (Subtyp A/H5N1) auf den Menschen sowie die Influenza-Pandemie 2009/10 Anlass zu Besorgnis gäben. Durch die außergewöhnlich starke Grippewelle 2017/18 starben nach Schätzungen des Robert Koch-Instituts (RKI) rund 25.100 Personen in Deutschland (etwa 2,7 % der 2017 insgesamt 932.272 Gestorbenen).
Dies war die höchste Zahl an Todesfällen in den vergangenen 30 Jahren.
An den Folgen der sogenannten Spanischen Grippe starben 1918/19 in Deutschland geschätzt mehr als 400.000 Menschen, an denen der Asiatischen Grippe 1957/58 rund 29.000 und an denen der Schweinegrippe im Winter 2009/10 350 Personen.
In der EU (und assoziierten Staaten) sammelt das Programm European Influenza Surveillance Scheme (EISS) Landesdaten zu Influenzaerkrankungen und wertet diese wöchentlich aus.
Schon 2012 gelang es Google, anhand des Surfverhaltens im Internet die Höhepunkte einiger regionaler Grippewellen in den USA akkurat vorauszusagen.
Im Winter 2020/21 gab es erstmals seit 1992 praktisch keine Grippewelle, vermutlich weil wegen der weltweiten COVID-19-Pandemie viele Menschen Masken trugen und die AHA-Formel praktizierten. In Deutschland gab es nur 519 im Labor bestätigte Grippe-Fälle.
Artikel zu Grippe-Epidemien und -Pandemien in der Wikipedia:
- „Russische Grippe“ 1889–1895, möglicherweise eine Corona-Pandemie[63]
- Spanische Grippe (1918)
- Spanische Grippe in Kärnten (1918)
- Asiatische Grippe (1957)
- Hongkong-Grippe (1968)
- Russische Grippe 1977/1978
- Pandemie H1N1 2009/10 („Schweinegrippe“)
- Grippesaison 2017/2018
- Grippesaison 2019/2020
- Grippesaison 2020/2021

## Epidemiologische Überwachung

### Erkrankungen
Die Epidemiologische Überwachung, auch unter dem englischen Fachwort Surveillance bekannt, erfasst zeitnah das Krankheitsgeschehen durch Meldesysteme. In vielen Ländern sind freiwillige Ärztenetzwerke eingerichtet, welche fortlaufend bestimmte Erkrankungen an eine zentrale Stelle melden. Daten werden auch über diagnostische Laboratorien gesammelt.
Im Jahr nimmt die Grippe bei etwa 3 bis 5 Millionen Menschen weltweit einen schweren Verlauf. Zu großem Teil gehören Personen, bei denen die Krankheit schwer verläuft, zu den Risikogruppen. Zu diesen zählen Schwangere, Kinder, die jünger als 59 Monate (knapp 5 Jahre) sind, ältere Menschen, Menschen mit chronischer Krankheit (zum Beispiel chronischer Herz-, Lungen-, Nieren-, Stoffwechsel-, Neuroentwicklungs-, Leber- oder Blutkrankheit), oder Menschen mit Einschränkungen des Immunsystems (beispielsweise verursacht durch HIV/AIDS, Chemotherapie oder Einnahme von Steroiden).
In Deutschland werden vom Robert Koch-Institut Erkrankungen infolge Influenza unter Einbeziehung ehrenamtlich mitarbeitender Ärzte, deutschen Landesuntersuchungsämtern, Gesundheitsämtern, Universitäten und Landeslaboren ermittelt und ausgewertet. Für die Zeit zwischen 2001 und 2009 wurden für die Wintermonate jeweils zwischen 629 und 1677 Influenzaerkrankungen nachgewiesen. Es ist jedoch davon auszugehen, dass die Zahl der tatsächlich daran Erkrankten auch in diesen Jahren deutlich höher lag, da nur ein Teil der Ärzte an diesem Meldesystem teilnimmt und virologische Nachweise nur an Patienten mit deutlichen Symptomen durchgeführt wurden. In der Saison 2014/15 wurden beispielsweise 70.247 Erkrankungen nachgewiesen. Im gesamten Jahr 2015 gab es 77.712 gemeldete Fälle, 2016 waren es 63.572. Für das Jahr 2017 meldete das Robert Koch-Institut 96.000 Infektionen, 2018 274.293 Fälle und 2019 144.480 Erkrankungen.
In der Schweiz sammelt das Bundesamt für Gesundheit entsprechende Informationen im Sentinella-Meldesystem und publiziert sie wöchentlich in seinem Bulletin. Im Winterhalbjahr wird die Anzahl grippebedingter Konsultationen, bezogen auf alle Konsultationen der meldenden Ärzte berichtet. Der nationale epidemische Schwellenwert, berechnet aufgrund der Meldungen der 10 letzten Jahre liegt für die Saison 2014/15 bei 70 Grippeverdachtsfällen pro 100 000 Einwohner.
Das European Influenza Surveillance Network (EISN) wird durch das European Centre for Disease Prevention and Control (ECDC) koordiniert. Das Netzwerk macht die Ergebnisse der epidemiologischen und virologischen Überwachung der Influenza den Entscheidungsträgern für die öffentliche Gesundheit in den EU-Mitgliedstaaten zugänglich. Eine wöchentliche Analyse der Influenza-Aktivität wird in den Flu News Europe publiziert.

### Todesfälle

Sterblichkeit in Abhängigkeit vom Alter der Erkrankten. Rund 75 Prozent der Verstorbenen waren älter als 65 Jahre. (USA 2018/2019)

Todesursachen werden in zahlreichen Ländern von den statistischen Institutionen entsprechend der internationalen Statistik-Klassifikation für Krankheiten erfasst, welche derzeit in der Fassung ICD-10 vorliegt. Die Klassifikation unterscheidet bei der Grippe zwischen Fällen mit Virusnachweis (Code J10), im Allgemeinen durch virologische Untersuchungen im Labor ermittelt, und Fällen ohne Virusnachweis (Code J11), aufgrund einer ärztlichen Diagnose.
In der Todesursachenstatistik wird das vom Arzt eingetragene Grundleiden, aber nicht die „unmittelbare Todesursache“ oder die „mit zum Tode führende Krankheit“ gezählt. Deshalb können durch Influenza mitverursachte Todesfälle nicht aufgrund der Todesursachenstatistik gezählt werden. Bei der Ermittlung der influenzabedingten Sterblichkeit wird ein Ansatz der Berechnung der Übersterblichkeit in den Wochen oder Monaten mit Influenzazirkulation verwendet. Durch die Differenz der tatsächlichen zur erwarteten Sterblichkeit werden dann die influenzabedingten Todesfälle berechnet. Wenn eine Grippewelle auftritt, dann geht die Zahl der tatsächlich auftretenden Todesfälle über das zu Erwartende hinaus. Auf diese Weise wurden in Deutschland zum Beispiel für die Wintersaison 1995/96 etwa 30.000 zusätzliche Todesfälle und für die Wintersaison 2012/2013 die Zahl von 29.000 Fällen ermittelt. Seit der Jahrtausendwende gab es aber auch acht Winter ohne belegbare Übersterblichkeit. Das Bundesamt für Statistik berechnete für die Schweiz in den ersten drei Monaten des Jahres 2015 eine Übersterblichkeit von 2200 Todesfällen oder 17 Prozent, die es auf die gleichzeitig in der Schweiz ablaufende Grippewelle zurückführte.
Diese Berechnungen stellen Schätzungen dar. Sie differenzieren nicht zwischen Todesfällen infolge von Grippe, von grippeähnlichen Viruserkrankungen oder wegen sekundärer Lungenentzündungen. Auch Infektionen mit dem Respiratory-Syncytial-Virus (RSV) können mit Influenzawellen überlappen. Eine Studie aus den USA legt nahe, dass es in diesem Fall deutlich mehr Todesfälle durch Influenza gibt; die Übersterblichkeit durch Influenza sei dreimal so hoch wie die durch RSV. Betroffen sind in der Regel chronisch kranke, ältere Menschen, welche durch die zusätzliche Belastung einer Grippeerkrankung gefährdet sind.
Die in der Todesursachenstatistik direkt gezählten Influenzatodesfälle sind dagegen unerheblich. Das Statistische Bundesamt in Deutschland ermittelte für die Zeit zwischen 1998 und 2007 jährlich zwischen 3 und 34 Fälle mit Virusnachweis (J10) und zwischen 63 und 330 jährlich ohne (J11). Nach Angaben des Bundesamtes für Statistik Österreich starben zwischen 1998 und 2007 zwischen 6 und 145 Menschen an der Grippe (J10-J11). In der Schweiz wurden zwischen 1998 und 2006 zwischen 8 und 129 Menschen direkte Grippetodesfälle gezählt (J10-J11).
Eine von der WHO durchgeführte Studie aus dem Jahr 2017 schätzte die weltweiten jährlichen Todesfälle, die eine Folge von durch die Grippe verursachten Erkrankungen der Atemwege sind, auf 290.000 bis 650.000. Todesfälle treten vor allem innerhalb der Risikogruppen auf.

## Meldepflicht
In Deutschland ist eine „zoonotische Influenza“ eine meldepflichtige Krankheit nach § 6 Absatz 1 des Infektionsschutzgesetzes. Die namentliche Meldepflicht besteht bei Verdacht, Erkrankung und Tod. Meldepflichtig ist die zoonotische Influenza nach dem Recht Deutschlands durch das Masernschutzgesetz seit dem 1. März 2020. Nach dem Recht Sachsens besteht nach § 1 Absatz 1 Nummer 9 Sächsische Infektionsschutz-Meldeverordnung eine namentliche Meldepflicht für die Erkrankung sowie dem Tod an Influenza.
In Österreich sind „Infektionen mit dem Influenzavirus A/H5N1 oder einem anderen Vogelgrippevirus“ anzeigepflichtige Krankheiten gemäß § 1 Absatz 1 Nummer 1 Epidemiegesetz 1950. Die Meldepflicht bezieht sich auf Verdachts-, Erkrankungs- und Todesfälle.  Zur Anzeige verpflichtet sind unter anderen Ärzte und Labore (§ 3 Epidemiegesetz 1950).
In der Schweiz ist eine „Influenza A HxNy (neuer Subtyp)“ eine meldepflichtige Krankheit und zwar nach dem Epidemiengesetz (EpG) in Verbindung mit der Epidemienverordnung und Anhang 1 Nummer 23 der Verordnung des EDI über die Meldung von Beobachtungen übertragbarer Krankheiten des Menschen. Die Pflicht besteht bei klinischem Verdacht und erstreckt sich auch auf die Rücksprache mit Fachärztin oder Facharzt für Infektiologie und die Veranlassung einer erregerspezifischen Labordiagnostik.